# Scission d'un indicatif régional
 (mai 2023).
Si vous disposez d'ouvrages ou d'articles de référence ou si vous connaissez des sites web de qualité traitant du thème abordé ici, merci de compléter l'article en donnant les références utiles à sa vérifiabilité et en les liant à la section « Notes et références ».
La scission d'un indicatif régional est une opération par laquelle le territoire d'un indicatif régional est séparé en deux, une partie conservant l'indicatif régional original et l'autre obtenant un nouvel indicatif régional.
Cette opération est faite lorsque la demande pour de nouveaux numéros de téléphone dans l'indicatif régional original ne peut pas être satisfaite à cause d'un épuisement des numéros de téléphone disponibles.
Cette pratique est courante dans le Plan de numérotation nord-américain.
Une autre façon de régler le problème d'épuisement des numéros de téléphone dans un indicatif régional est le chevauchement d'un indicatif régional.